# Бисе
Бисе (фр. Busset) насеље је и општина у централној Француској у региону Оверња, у департману Алије која припада префектури Виши.
По подацима из 2011. године у општини је живело 817 становника, а густина насељености је износила 22,1 становника/km². Општина се простире на површини од 36,96 km². Налази се на средњој надморској висини од 500 метара (максималној 608 m, а минималној 265 m).

## Демографија
| 1962. | 1968. | 1975. | 1982. | 1990. | 1999. | 2011. |
| ----- | ----- | ----- | ----- | ----- | ----- | ----- |
| 852   | 914   | 820   | 853   | 881   | 852   | 817   |

График промене броја становника у току последњих година